# 誉田白鳥埴輪製作遺跡
誉田白鳥埴輪製作遺跡（こんだはくちょうはにわせいさくいせき
）は、大阪府羽曳野市白鳥にある埴輪窯跡である。1973年6月2日、国の史跡に指定された。

## 概要
古市古墳群の誉田御廟山古墳（伝応神天皇陵）と墓山古墳の中間に位置する。1969年、国道改良工事の際に多数の埴輪片が出土し、ここが近隣の古墳群に埴輪を供給していた埴輪窯跡であったことがわかった。窯跡は11基が確認されており、丘陵の斜面を利用して築造されている。
1991年、羽曳野市教育委員会が本遺跡の灰原（失敗品などの捨て場）を調査したところ、5世紀後半から6世紀前半にかけての埴輪片が多数検出された。円筒埴輪のほか、形象埴輪としては家、盾、蓋（きぬがさ）、靫（ゆき）、馬、水鳥などがある。